# Equal Protection Clause (Vereinigte Staaten)
Die Equal Protection Clause ist eine Klausel im Text des 14. Verfassungszusatzes zur Verfassung der Vereinigten Staaten. Die Klausel, die 1868 in Kraft trat, sieht vor, dass „kein Staat [...] irgend jemandem […] innerhalb seines Hoheitsbereiches den gleichen Schutz durch das Gesetz versagen [darf]“.
Ein Hauptmotiv für diese Klausel war die Bestätigung der Gleichstellungsbestimmungen des Civil Rights Act of 1866. Sie garantierten, dass alle Bürger das garantierte Recht auf gleichen Schutz durch das Gesetz haben würden. Als Ganzes markierte der Vierzehnte Verfassungszusatz eine große Verschiebung im amerikanischen Konstitutionalismus, indem sie wesentlich mehr verfassungsmäßige Beschränkungen auf die Bundesstaaten erstreckte, als vor dem Bürgerkrieg.
Die Bedeutung der Gleichstellungsklausel ist umstritten und inspirierte den bekannten Satz Equal Justice under Law. Diese Klausel war die Grundlage für die Entscheidung des Supreme Court in Brown v. Board of Education (1954). Diese trug dazu bei, die Rassentrennung zu beseitigen. Sie schuf ebenso die Grundlage für zahlreiche andere Entscheidungen, die Diskriminierung gegenüber Angehörigen verschiedener Gruppen verhindern sollen.
Während die Gleichstellungsklausel selbst nur für bundesstaatliche und kommunale Akteure gilt, hat der Oberste Gerichtshof in Bolling v. Sharpe (1954) entschieden, dass die Due Process Clause des 5. Verfassungszusatzes dennoch verschiedene gleichwertige Schutzanforderungen an die US-Bundesregierung durch reverse incorporation aufstellt.

## Text
Die Equal Protection Clause befindet sich am Ende des 1. Abschnitts des 14. Verfassungszusatzes:

“All persons born or naturalized in the United States, and subject to the jurisdiction thereof, are citizens of the United States and of the State wherein they reside. No State shall make or enforce any law which shall abridge the privileges or immunities of citizens of the United States; nor shall any State deprive any person of life, liberty, or property, without due process of law; nor deny to any person within its jurisdiction the equal protection of the laws.”

„Alle diejenigen, die in den Vereinigten Staaten geboren oder eingebürgert und ihrer Regierungsgewalt unterworfen sind, sind Bürger der Vereinigten Staaten und des Staates, in dem sie ihren Wohnsitz haben. Kein Staat soll Gesetze erlassen oder ausführen, welche die Vorrechte und Freiheiten von Bürgern der Vereinigten Staaten beschränken, und kein Staat soll irgend jemandem das Leben, die Freiheit oder das Eigentum nehmen, es sei denn durch ein ordentliches Gerichtsverfahren, nach Recht und Gesetz, noch irgend jemandem innerhalb seines Gebietes den gleichen Schutz der Gesetze versagen.“

## Geschichte

### Von der Unabhängigkeitserklärung bis zum Bürgerkrieg

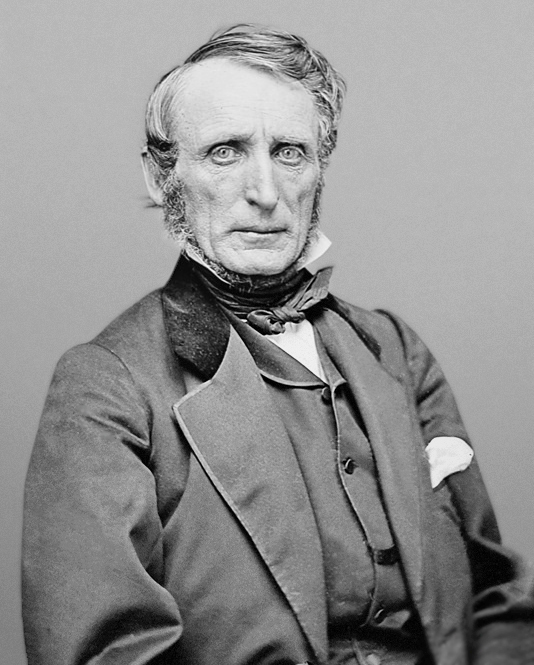
Der Kongressabgeordnete John Bingham aus Ohio war der Hauptverfasser der Equal Protection Clause.

Das Konzept der rechtlichen Gleichstellung war seit der Unabhängigkeitserklärung in Amerika verankert. Dies bedeutete nicht, dass Gleichstellung Teil des täglichen Lebens oder der rechtlichen Praxis war. Vor der Verabschiedung der Zusatzartikel während der Reconstruction, zu denen auch die Equal Protection Clause gehörte, gab es verschiedenste Widerstände gegen die Rechte Schwarzer in Amerika. Schwarze Menschen wurden als minderwertig angesehen, und bis zur Ratifizierung des Dreizehnten Verfassungszusatzes war es legal, sie als Sklaven zu halten. Selbst freie Schwarze hatten nach einer der berüchtigtsten Entscheidungen aller Zeiten des Obersten Gerichtshofs keine Rechtsansprüche. Dieser behauptete, dass Schwarze in Amerika keine verfassungsmäßigen Rechte hätten, auf die sie sich in der Gesellschaft oder vor Gericht berufen könnten. Vor dieser Entscheidung gab es nichts, was freie schwarze Amerikaner theoretisch vom Zugang zu ihren gesetzlichen Rechten abhielt. In der Entscheidung Dred Scott v. Sandford von 1857 errichtete der Oberste Gerichtshof jedoch einen Präzedenzfall, nach dem Schwarze, ob frei oder versklavt, keine gesetzlichen Rechte innerhalb Amerikas hatten.
In der Nachbetrachtung sehen zahlreiche Historiker in dieser Gerichtsentscheidung einen Point of no Return, der die Vereinigten Staaten auf den Weg in den Bürgerkrieg brachte. Dieser führte später zur Ratifizierung der Reconstruction-Verfassungszusätze, unter denen sich die Equal Protection Clause befindet.
Vor und während des Bürgerkriegs verboten die Südstaaten öffentliche Rede von gewerkschaftsfreundlichen Bürgern, Gegnern der Sklaverei und Nordstaatlern im Allgemeinen, da die Bill of Rights nicht für die Bundesstaaten gelte. Während des Bürgerkriegs entzogen viele der Südstaaten Weißen die Staatsbürgerschaft und verbannten sie; faktisch wurden sie hierdurch enteignet.
Kurz nach dem Sieg der Union im Amerikanischen Bürgerkrieg wurde entsprechend dem Artikel V der Verfassung der Vereinigten Staaten der Dreizehnte Verfassungszusatz im Kongress eingebracht und verabschiedet, der dann von den Bundesstaaten im Jahr 1865 ratifiziert wurde und die Sklaverei abschaffte. In der Folge erließen viele ehemalige konföderierte Staaten nach dem Krieg sog. Black Codes, die die Rechte Schwarzer, Eigentum (Land und zahlreiche Formen von Fahrnis) zu besitzen und Verträge zu schließen, stark einschränkten. Solche Codes legten auch härtere strafrechtliche Sanktionen für Schwarze als für Weiße fest.
Wegen der durch die Black Codes auferlegten Ungleichheit erließ der republikanisch kontrollierte Kongress den Civil Rights Act of 1866. Das Gesetz sah vor, dass alle in den Vereinigten Staaten geborenen Personen Bürger sind (im Gegensatz zur Entscheidung des Obersten Gerichts von Dred Scott v. Sandford (1857 )), und verlangte, „dass Bürger jeder Rasse und Farbe […] vollen und gleichen Anteil an den Vorteilen der Gesetze und Verfahren über die Sicherheit von Person und Eigentum haben sollen, wie dies [bereits] für Weiße der Fall ist.“
Präsident Andrew Johnson legte aufgrund seiner Bedenken, ob der Kongress die verfassungsmäßige Kompetenz zum Erlass des Gesetzes verfüge, ein Veto gegen den Civil Rights Act 1866 ein. Diese Zweifel waren ein Auslöser dafür, dass der Kongress mit der Ausarbeitung und Debatte über die künftige Equal Protection Clause des Vierzehnten Verfassungszusatzes begann. Zusätzlich wollte der Kongress Weiße Unionisten schützen, die in der ehemaligen Konföderation persönlich und rechtlich angegriffen wurden. Die Bemühungen wurden von radikalen Republikanern beider Häuser des Kongresses geleitet, darunter John Bingham, Charles Sumner und Thaddeus Stevens. Der einflussreichste dieser Männer war John Bingham; er war der Hauptautor und Verfasser der Equal Protection Clause.
Die Südstaaten waren gegen den Civil Rights Act. 1865 übte der Kongress jedoch seine Macht nach Artikel I, Abschnitt 5, Satz 1 der Verfassung aus, um „the Judge of the ... Qualifications of its own Members“ zu sein. Er schloss die Südstaatler vom Kongress aus und erklärte, dass ihre Staaten, die gegen die Union rebelliert hatten, daher keine Mitglieder in den Kongress wählen konnten. Indem nur eine „Rumpf-Legislative“ zu entscheiden hatte, konnte der vierzehnte Verfassungszusatz durch den Kongress verabschiedet werden. Den ehemaligen konföderierten Staaten wurde als Bedingung für ihre Wiederaufnahme in die Union auferlegt, diese Änderung zu ratifizieren.

### Verabschiedung im Kongress
Seit Rückkehr zu originalistischen Interpretationen der Verfassung war umstritten, was die Verfassungsgeber bei der Ratifizierung der Rekonstruktionsänderungen beabsichtigt haben. Der 13. Zusatzartikel schaffte die Sklaverei ab. Inwieweit er aber andere Rechte schützte, war unklar. Nach dem 13. Zusatzartikel begann der Süden, Black Codes einzuführen: diese waren restriktive Gesetze mit dem Ziel, die schwarzen Amerikaner in einer Position der Unterlegenheit zu halten. Der 14. Zusatzartikel wurde von Republikanern als Antwort auf die Zunahme von Black Codes verabschiedet. Seine Verabschiedung war in vielerlei Hinsicht irregulär. Zunächst gab es mehrere Staaten, die den 14. Verfassungszusatz ablehnten. Nachdem dort aber neue Regierungen nach der reconstruction gebildet wurden, akzeptierten jene jedoch den Zusatz. Es gab ferner zwei Staaten, Ohio und New Jersey, die den Zusatzartikel annahmen und später Resolutionen verabschiedeten, die diese Annahme aufhoben. Die Annullierung der Annahme durch die beiden Staaten wurde als unzulässig angesehen und sowohl Ohio als auch New Jersey wurden in die Liste der Staaten aufgenommen, die als ratifizierende Staaten des Verfassungszusatzes gezählt wurden.
Zahlreiche Historiker bringen vor, dass der 14. Zusatzartikel ursprünglich nicht dazu gedacht war, den Bürgern weitreichende politische und soziale Rechte zu gewähren, sondern lediglich, um die Verfassungsmäßigkeit des Civil Rights Act 1866 zu festigen. Während Einigkeit besteht, dass dies ein Hauptgrund für die Ratifizierung des Vierzehnten Verfassungszusatzes war, vertreten viele Historiker eine weitergehende Ansicht. Demnach war der Vierzehnte Zusatzartikel immer dazu gedacht, gleiche Rechte für alle Menschen in den Vereinigten Staaten zu gewährleisten. Charles Sumner stützte sich auf dieses Argument, als er den 14. Verfassungszusatz als Grundlage für eine Erweiterung der Rechte schwarzer Amerikaner nutzte.
Obwohl die Equal Protection Clause eine der am häufigsten zitierten Ideen in der Rechtstheorie ist, wurde ihr bei der Verabschiedung des 14. Zusatzartikels wenig Aufmerksamkeit geschenkt. Stattdessen war der wichtigste Grundsatz des Vierzehnten Zusatzartikels zum Zeitpunkt seiner Ratifizierung die Privileges and Immunities Clause. Diese Klausel sollte die „Vorrechte und Freiheitsrechte“ aller Bürger schützen, zu denen nun auch Schwarze gehörten. Der Anwendungsbereich dieser Klausel wurde nach den Slaughterhouse Cases erheblich eingeschränkt. In diesen wurde festgestellt, dass die Vorrechte und Freiheiten eines Bürgers nur auf Bundesebene gewährleistet waren und es eine Überstreckung der Klausel sei, diesen Standard den Bundesstaaten aufzuerlegen. Selbst in dieser zögerlichen Entscheidung erkannte das Gericht noch den Kontext an, in dem der Zusatzartikel verabschiedet wurde: Es stellte fest, dass die Kenntnis der Missstände und Ungerechtigkeiten, die mit dem 14. Zusatzartikel bekämpft werden sollten, den Schlüssel zum rechtlichen Verständnis seiner Auswirkungen und seiner ratio darstellten. Mit der Einschränkung der Privileges and Immunities Clause wurden die rechtlichen Argumente zum Schutz der Rechte schwarzer Amerikaner komplexer. Hierdurch schwenkte der Blick auf die equal protection clause.
Während der Debatte im Kongress wurde mehr als eine Version der Klausel in Betracht gezogen. Die erste Version:

“The Congress shall have power to make all laws which shall be necessary and proper to secure ... to all persons in the several states equal protection in the rights of life, liberty, and property.”

„Der Kongress ist befugt, jegliche notwendigen und geeigneten Gesetze zu erlassen, die … allen Personen in den einzelnen Staaten das Recht auf Leben, Freiheit und Eigentum sichern.“

Bingham meinte zu dieser Version: „Sie verleiht dem Kongress die Macht, sicherzustellen, dass der Schutz, den die Gesetze der Staaten bieten, im Hinblick auf Leben, Freiheit und Eigentum für alle Menschen gleich ist.“ ("It confers upon Congress power to see to it that the protection given by the laws of the States shall be equal in respect to life and liberty and property to all persons.") Der Hauptgegner der ersten Version war der Kongressabgeordnete Robert S. Hale aus New York, trotz Binghams öffentlicher Zusicherungen, dass der Staat New York nicht zu befürchten habe, dass er die Klausel zwangsweise anwenden müsse ("under no possible interpretation can it ever be made to operate in the State of New York while she occupies her present proud position."). Hale stimmte aber schließlich für die endgültige Version. Als Senator Jacob M. Howard diese endgültige Version vorstellte, sagte er:

“It prohibits the hanging of a black man for a crime for which the white man is not to be hanged. It protects the black man in his fundamental rights as a citizen with the same shield which it throws over the white man. Ought not the time to be now passed when one measure of justice is to be meted out to a member of one caste while another and a different measure is meted out to the member of another caste, both castes being alike citizens of the United States, both bound to obey the same laws, to sustain the burdens of the same Government, and both equally responsible to justice and to God for the deeds done in the body?”

„Es verbietet, einen Schwarzen für ein Verbrechen zu hängen, für das ein Weißer nicht gehängt werden darf. Es schützt den Schwarzen in seinen Grundrechten als Bürger mit demselben Schild, mit dem es den Weißen deckt. Sollte nicht die Zeit jetzt vorbei sein, in der dem Angehörigen der einen Kaste ein Strafmaß und dem Angehörigen einer anderen Kaste ein anderes, abweichendes Strafmaß zugeteilt wird, wenn doch beide Kasten gleichermaßen Bürger der Vereinigten Staaten sind, beide denselben Gesetzen zu gehorchen haben, die Lasten derselben Regierung tragen müssen und beide gleichermaßen der Gerechtigkeit und Gott gegenüber für die im Körper vollbrachten Taten verantwortlich sind?“

Der 39. Kongress der Vereinigten Staaten brachte am 13. Juni 1866 den Vierzehnten Zusatzartikel ein. Ein Unterschied zwischen der ursprünglichen und der endgültigen Fassung der Klausel bestand darin, dass die endgültige Fassung nicht lediglich von "equal protection", sondern von "the equal protection of the laws" sprach. John Bingham sagte hierzu im Januar 1867: „Kein Staat darf irgendjemandem den gleichen Schutz der Gesetze verwehren, einschließlich aller Begrenzungen für persönlichen Schutz durch jeden Artikel und jeden Abschnitt der Verfassung …“ ("no State may deny to any person the equal protection of the laws, including all the limitations for personal protection of every article and section of the Constitution ...") Bis zum 9. Juli 1868 verabschiedeten drei Viertel der Staaten (28 von 37) den Zusatzartikel. Zu diesem Zeitpunkt wurde die Equal Protection Clause geltendes Recht.

### Frühe Geschichte nach der Ratifizierung
Bingham sagte in einer Rede am 31. März 1871, die Klausel bedeute, dass kein Staat jemandem den gleichen Schutz der Verfassung der Vereinigten Staaten oder irgendeines der Rechte, welche diese jedermann garantiere, verweigern könne ("the equal protection of the Constitution of the United States ... [or] any of the rights which it guarantees to all men"). Noch dürfe jemandem ein Recht vorenthalten werden, das ihm durch die Gesetze und Verträge der USA oder des besagten Staates zugesichert wurde ("any right secured to him either by the laws and treaties of the United States or of such State.") Zu dieser Zeit variierte die Bedeutung von equality von einem Staat zum anderen.

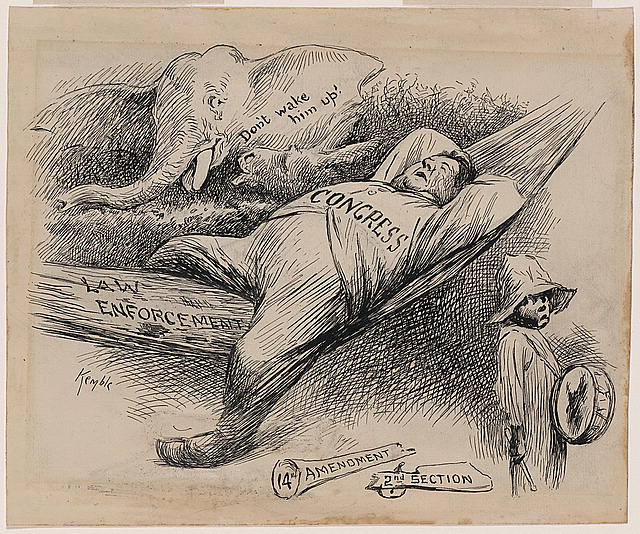
Zeichnung von E. W. Kemble. Sie zeigt einen schlafenden Kongress mit einem zerbrochenen 14. Verfassungszusatz und soll verdeutlichen, wie der Kongress seine verfassungsmäßigen Verpflichtungen gegenüber den schwarzen Amerikanern ignoriert habe.

Vier der ursprünglich dreizehn Staaten – nämlich New Hampshire, Connecticut, New Jersey und New York – haben nie ein Gesetz verabschiedet, das gemischtrassische Ehen verbot, und viele andere Staaten waren in der Zeit des Wiederaufbaus in dieser Frage gespalten. Im Jahr 1872 entschied der Alabama Supreme Court, dass das staatliche Verbot der Mischehe das „Kardinalprinzip“ des Civil Rights Act of 1866 und der Equal Protection Clause verletzte. Fast hundert Jahre vergingen, bevor der Oberste Gerichtshof der USA dem Fall aus Alabama (Burns v. State) im Fall Loving v. Virginia folgte. In Burns urteilte der Oberste Gerichtshof von Alabama:

“Marriage is a civil contract, and in that character alone is dealt with by the municipal law. The same right to make a contract as is enjoyed by white citizens, means the right to make any contract which a white citizen may make. The law intended to destroy the distinctions of race and color in respect to the rights secured by it.”

„Die Ehe ist ein bürgerlicher Vertrag, und nur als solcher wird sie von der kommunalen Gesetzgebung behandelt. Dasselbe Recht auf einen Vertragsschluss, das weiße Bürger genießen, bedeutet auch das Recht auf jeden beliebigen Vertrag, wie ihn ein weißer Bürger abschließen möchte. Das Gesetz zielte im Hinblick auf die Rechte, die es sicherte, darauf ab, die Unterschiede in Rasse und Farbe zu eliminieren.“

Im Bereich der öffentlichen Schulbildung verlangte in der Ära der Reconstruction kein Bundesstaat tatsächlich getrennte Schulen für Schwarze. Einige Bundesstaaten (z. B. New York) überließen es jedoch den lokalen Distrikten, Schulen einzurichten, die als separate but equal betrachtet wurden. Im Gegensatz dazu hatten Iowa und Massachusetts seit den 1850er Jahren segregierte Schulen schlichtweg verboten.
Ebenso waren einige Staaten für den rechtlichen Status von Frauen günstiger als andere; New York zum Beispiel gab Frauen seit 1860 volle Eigentums-, Eltern- und Witwenrechte, nicht aber das Wahlrecht. Kein Staat oder Territorium erlaubte Frauenwahlrecht in den Vereinigten Staaten, als die Equal Protection Clause 1868 in Kraft trat. Im Gegensatz dazu hatten damals afroamerikanische Männer in fünf Staaten volles Wahlrecht.

### Gilded Ageund die EntscheidungPlessy
In den Vereinigten Staaten markierte das Jahr 1877 das Ende der reconstruction und den Beginn des Gilded Age. Die erste wirklich richtungsweisende Entscheidung des Obersten Gerichtshofs zum gleichen Schutz war die Entscheidung Strauder v. West Virginia (1880).
Ein schwarzer Mann, der von einer rein weißen Jury wegen Mordes verurteilt worden war, wandte sich gegen das Gesetz in West Virginia, das Schwarze von der Teilnahme an Juries ausschloss. Der Ausschluss von Schwarzen von den Geschworenen, so das Gericht, sei eine Verweigerung der equal protection für schwarze Angeklagte, da die Geschworenen "drawn from a panel from which the State has expressly excluded every man of [the defendant's] race." Gleichzeitig erlaubte der Gerichtshof ausdrücklich Sexismus und andere Arten von Diskriminierung, indem er sagte, dass Bundesstaaten "may confine the selection to males, to freeholders, to citizens, to persons within certain ages, or to persons having educational qualifications. We do not believe the Fourteenth Amendment was ever intended to prohibit this. ... Its aim was against discrimination because of race or color."

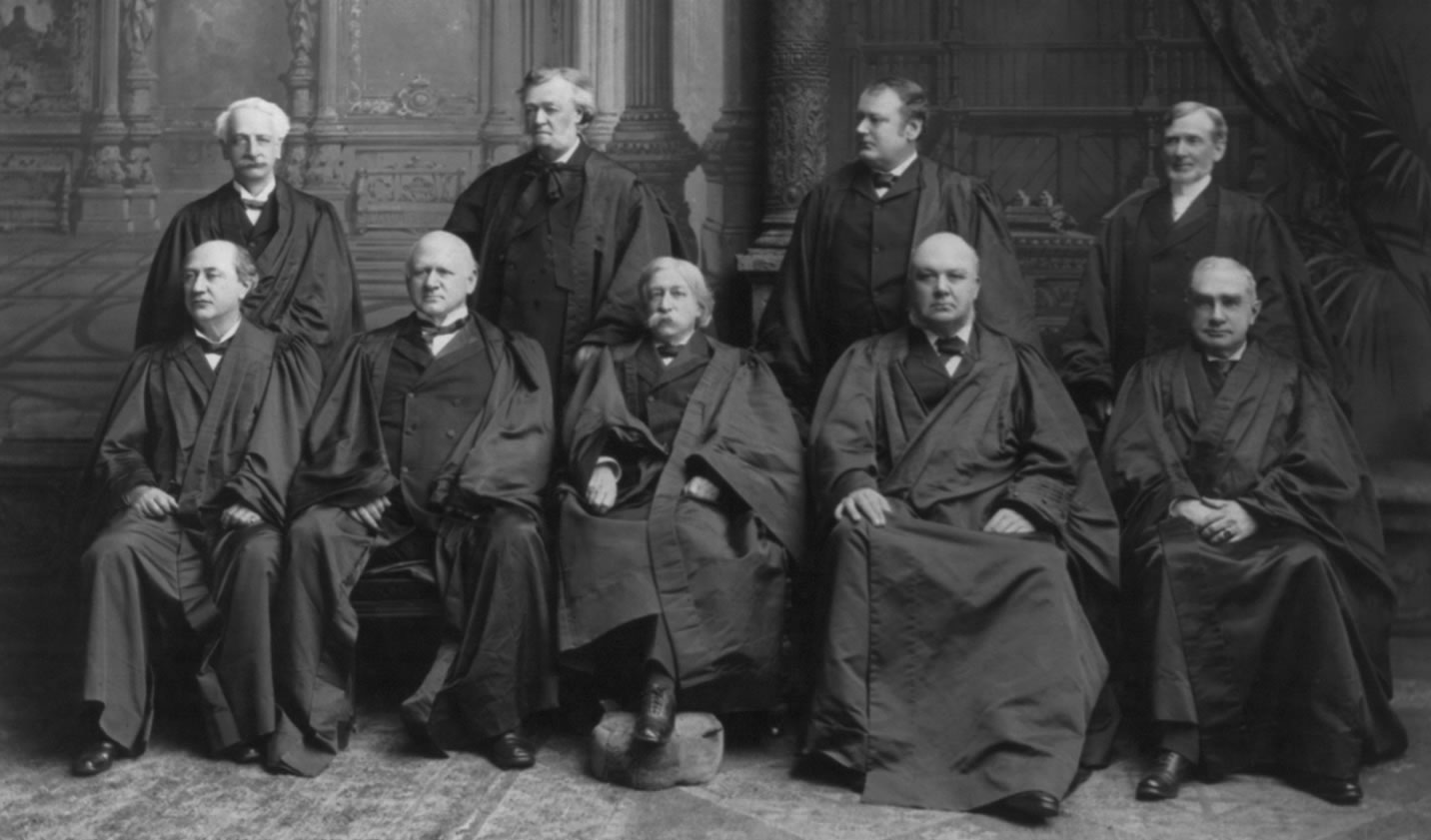
Das Gericht, das "Plessy" entschied.

 Der nächste wichtige Nachkriegsfall waren die Civil Rights Cases (1883), in denen es um die Verfassungsmäßigkeit des Civil Rights Act von 1875 ging. Das Gesetz sah vor, dass alle Personen "full and equal enjoyment of ... inns, public conveyances on land or water, theatres, and other places of public amusement" haben sollten. In seiner Begründung erläuterte der Gerichtshof die "state action doctrine", nach der die Garantien der Equal Protection Clause nur für Handlungen gälten, die vom Staat ausgeführt oder sonst "sanctioned in some way" seien. Schwarzen den Besuch von Theateraufführungen oder den Aufenthalt in Gasthäusern zu verbieten, war "simply a private wrong". Der Richter des Obersten Gerichtshofs der Vereinigten Staaten von Amerika, John Marshall Harlan, verfasste ein Minderheitsvotum und sagte I cannot resist the conclusion that the substance and spirit of the recent amendments of the Constitution have been sacrificed by a subtle and ingenious verbal criticism. Harlan fuhr fort zu argumentieren, dass, da (1) public conveyances on land and water die öffentlichen Straßen benutzen, und (2) Gastwirte eine a quasi-public employment ausüben, und (3) places of public amusement nach den Gesetzen der Staaten zugelassen werden, der Ausschluss von Schwarzen von der Nutzung dieser Dienste, ein vom Staat sanktionierter Akt sei.
Einige Jahre später schrieb Richter Stanley Matthews das Urteil des Gerichtshofs in Yick Wo v. Hopkins (1886). Darin hat das Wort "Person" aus dem Abschnitt des 14. Verfassungszusatzes vom Obersten Gerichtshof der USA die weitest mögliche Bedeutung erhalten:

“These provisions are universal in their application to all persons within the territorial jurisdiction, without regard to any differences of race, of color, or of nationality, and the equal protection of the laws is a pledge of the protection of equal laws.”

Somit wäre die Klausel nicht auf die Diskriminierung von Afroamerikanern beschränkt, sondern würde sich auch auf andere Rassen, Hautfarben und Nationalitäten erstrecken, wie (in diesem Fall) legal aliens in den Vereinigten Staaten, die chinesische Staatsbürger sind.
In seiner umstrittensten Gilded Age-Auslegung der Equal Protection Clause, Plessy v. Ferguson (1896), bestätigte der Oberste Gerichtshof ein Jim-Crow-Gesetz aus Louisiana, das die Rassentrennung von Schwarzen und Weißen auf Schienenwegen vorschrieb und getrennte Waggons für die Angehörigen beider Rassen vorschrieb. Der Gerichtshof entschied durch den Richter Henry B. Brown, dass die Equal Protection Clause dazu gedacht war, die Gleichheit in Civil Rights zu verteidigen, nicht jedoch die Gleichheit in sozialen Einrichtungen. Alles, was vom Gesetz verlangt wurde, war daher reasonableness (~ Angemessenheit), und das Eisenbahngesetz von Louisiana erfüllte dieses Erfordernis reichlich, denn es basierte auf "the established usages, customs and traditions of the people." Richter Harlan verfasste ein Minderheitsvotum. "Every one knows," schrieb er,

“that the statute in question had its origin in the purpose, not so much to exclude white persons from railroad cars occupied by blacks, as to exclude colored people from coaches occupied by or assigned to white persons  ... [I]n view of the Constitution, in the eye of the law, there is in this country no superior, dominant, ruling class of citizens. There is no caste here. Our Constitution is color-blind, and neither knows nor tolerates classes among citizens.”

Eine solche "arbitrary separation" nach Rasse, so Harlan, sei "a badge of servitude wholly inconsistent with the civil freedom and the equality before the law established by the Constitution." Harlans Philosophie der constitutional colorblindness würde sich schließlich, vor allem nach dem Zweiten Weltkrieg, weiter durchsetzen.
Es war ebenfalls während des Gilded Age, dass ein Urteil des Obersten Gerichtshofs eine headnote von John C. Bancroft, einem ehemaligen Präsidenten der Eisenbahngesellschaft, enthielt. Bancroft, der als Reporter der Entscheidungen des Obersten Gerichtshofs der Vereinigten Staaten fungierte, wies darauf hin, dass Unternehmen "Personen" seien, während die eigentliche Gerichtsentscheidung selbst bestimmte Aussagen zur Equal Protection Clause wie sie für Unternehmen gilt, vermied. Der Rechtsbegriff der corporate personhood geht jedoch dem Vierzehnten Verfassungszusatz voraus. Im späten 19. und frühen 20. Jahrhundert wurde die Klausel zur Abschaffung zahlreicher Gesetze, die für Kapitalgesellschaften galten, verwendet. Seit dem New Deal sind solche Außerkraftsetzungen jedoch selten geworden.

### ZwischenPlessyundBrown

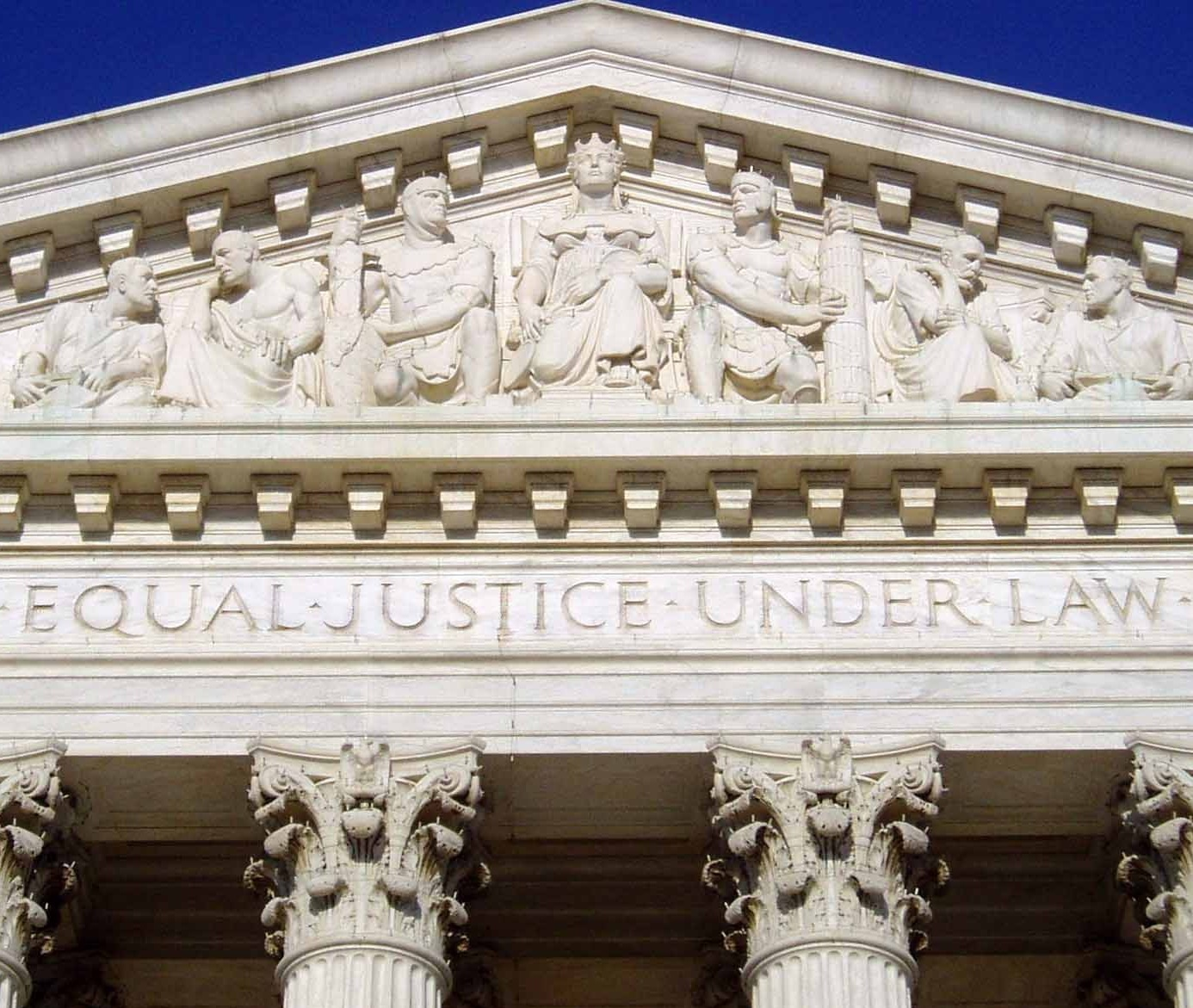
The U.S. Supreme Court Gebäude, das 1935 eröffnet wurde, beschriftet mit den Worten equal justice under law, die von der Equal Protection Clause inspiriert wurden.

In Missouri ex rel. Gaines v. Canada (1938), ging es um Lloyd Gaines, einen schwarzen Studenten an der Lincoln University of Missouri, einem der traditionell schwarzen College in Missouri. Er bewarb sich um die Zulassung zur juristischen Fakultät an der rein weißen University of Missouri. Da Lincoln keine juristische Fakultät besaß, wurde ihm aber die Zulassung allein aufgrund seiner Rasse verweigert. Der Oberste Gerichtshof entschied unter Anwendung des Plessy-Prinzips, dass ein Staat, der Weißen, aber nicht Schwarzen eine juristische Ausbildung anbietet, gegen die Equal Protection Clause verstieße.
In Shelley v. Kraemer (1948) zeigte das Gericht eine erhöhte Bereitschaft, Rassendiskriminierung als verfassungswidrig zu betrachten. Der Fall Shelley betraf einen privat abgeschlossenen Vertrag, der people of the Negro or Mongolian race verbot, auf einem bestimmten Stück Land zu leben. Das Gericht schien sowohl gegen Geist, wenn nicht sogar gegen den genauen Wortlaut der Civil Rights Cases zu verstoßen, und stellte fest, dass ein diskriminierender Privatvertrag selbst zwar nicht gegen die Equal Protection Clause verstoßen könne, die gerichtliche Durchsetzung eines solchen Vertrags jedoch sehr wohl; schließlich, so die Begründung des Obersten Gerichtshofs, seien die Gerichte Teil des Staates.
Die 1950 entschiedenen Begleitfälle Sweatt v. Maler und McLaurin v. Oklahoma State Regents ebneten den Weg für eine Reihe von Schulintegrationsfällen. In McLaurin hatte die Universität von Oklahoma den Afroamerikaner McLaurin aufgenommen, aber seine Aktivitäten dort eingeschränkt: er musste in den Klassenzimmern und der Bibliothek getrennt vom Rest der Studenten sitzen und konnte in der Cafeteria nur an einem bestimmten Tisch essen. Ein einstimmiges Gericht, durch den Chief Justice of the United States Fred M. Vinson sagte, dass Oklahoma McLaurin die equal protection of the laws vorenthalten habe:

“There is a vast difference—a Constitutional difference—between restrictions imposed by the state which prohibit the intellectual commingling of students, and the refusal of individuals to commingle where the state presents no such bar.”

Die gegenwärtige Situation, so Vinson, sei die vorherige. In Sweatt betrachtete das Gericht die Verfassungsmäßigkeit des texanischen Staatssystems der law schools, die Schwarze und Weiße in getrennten Institutionen ausbildeten. Das Gericht (wieder durch den Obersten Richter Vinson und wieder ohne Gegenstimmen) erklärte ein derartiges Schulsystem für verfassungswidrig- nicht, weil es die Schüler trennte, sondern weil die getrennten Einrichtungen nicht gleich waren. Ihnen fehle „substantial equality in the educational opportunities“, die ihren Studenten angeboten würden.
All diese Fälle, sowie die erwähnte Brown-Entscheidung, wurden von der National Association for the Advancement of Colored People verhandelt. Es war Charles Hamilton Houston, ein Absolvent der Harvard Law School und Juraprofessor an der Howard University, der in den 1930er Jahren begann, vor den Bundesgerichten gegen Rassendiskriminierung vorzugehen. Thurgood Marshall, ein ehemaliger Student von Houston und zukünftiger United States Solicitor General und Associate Justice of the United States Supreme Court, schloss sich ihm an. Beide Männer waren zweifelsohne außergewöhnlich begabte Anwälte. Einen großen Anteil an ihrem Erfolg hatte aber auch ihre Fähigkeit, geeignete Fälle für eine gerichtliche Anfechtung auszuwählen.

### Brownund die Folgen
Im Jahr 1954 würde sich die Kontextualisierung der Equal Protection Clause für immer ändern. Der Oberste Gerichtshof selbst erkannte die Schwere der Entscheidung Brown v. Board an. Er erkannte ebenso, dass eine nicht-einstimmige Entscheidung eine Bedrohung für die Rolle des Obersten Gerichtshofs und sogar für das Land darstellen würde. Als Earl Warren 1953 Oberster Richter wurde, war Brown bereits vor den Gerichtshof gekommen. Als Vinson noch Oberster Richter war, hatte es auf einer Konferenz aller neun Richter eine Vorabstimmung über den Fall gegeben. Zu diesem Zeitpunkt war das Gericht geteilter Ansicht. Die Mehrheit der Richter stimmte dafür, dass die Schultrennung nicht gegen die Gleichbehandlungsklausel verstieße. Warren jedoch konnte durch Überredung und Schmeicheleien – er war ein äußerst erfolgreicher Politiker der Republikanischen Partei gewesen, bevor er dem Gericht beitrat – alle acht assoziierten Richter überzeugen, sich seiner Meinung anzuschließen und die Rassentrennung in Schulen für verfassungswidrig zu erklären. In diesem Urteil schrieb Warren:

“To separate [children in grade and high schools] from others of similar age and qualifications solely because of their race generates a feeling of inferiority as to their status in the community that may affect their hearts and minds in a way unlikely ever to be undone ... We conclude that in the field of public education the doctrine of "separate but equal" has no place. Separate educational facilities are inherently unequal.”

Warren riet anderen Richtern, wie Robert H. Jackson, davon ab, eine concurring opinion zu veröffentlichen; Jacksons Entwurf, der viel später (1988) auftauchte, enthielt folgende Aussage: Constitutions are easier amended than social customs, and even the North never fully conformed its racial practices to its professions. Der Gerichtshof stellte die Frage, wie die Entscheidung umzusetzen sei, erneut zur Diskussion. In der 1954 beschlossenen Entscheidung Brown II wurde der Schluss gezogen, dass die in der vorhergehenden Stellungnahme aufgezeigten Probleme örtlich begrenzt waren und dies daher auch für ihre Lösungen gelte. Daher übertrug das Gericht die Zuständigkeit auf die lokalen School Boards und auf die trial Courts, die ursprünglich die Fälle verhandelt hatten. (Brown war eigentlich eine Zusammenlegung von vier verschiedenen Fällen aus vier verschiedenen Bundesstaaten). Den Prozessgerichten und den örtlichen Behörden teilte man mit, dass sie die Rassentrennung mit "aller gebotenen Schnelligkeit" aufheben sollten.

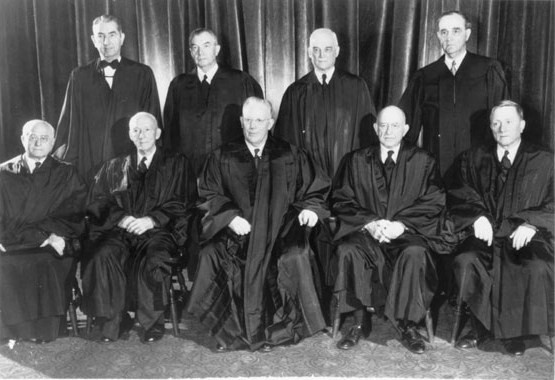
Das Gericht, das über "Brown" urteilte.

 Teilweise wegen dieser rätselhaften Formulierung, aber vor allem wegen des selbst erklärten massive resistance im Süden gegen die Entscheidung zur Aufhebung der Rassentrennung, begann Rassenintegration erst Mitte der 1960er Jahre und dann nur in geringem Maße. Tatsächlich geschah ein großer Teil der Integration in den 1960er Jahren nicht als Reaktion auf Brown, sondern auf den Civil Rights Act von 1964. Der Oberste Gerichtshof intervenierte in den späten 1950er und frühen 1960er Jahren mehrmals, aber seine nächste große Entscheidung zur Aufhebung der Rassentrennung wurde erst in Green v. School Board of New Kent County (1968) getroffen, in der Richter William J. Brennan, der für ein einstimmiges Gericht schrieb, einen freedom-of-choice-Schulplan als unzulänglich ablehnte. Dies war eine bedeutende Entscheidung; freedom-of-choice-Pläne waren häufige Antworten auf die Entscheidung in Brown. Nach diesen Plänen konnten Eltern wählen, ob sie ihre Kinder in eine ehemals weiße oder eine ehemals schwarze Schule schicken wollten. Weiße entschieden sich jedoch fast nie für den Besuch von Schulen mit traditionell schwarzer Identität, und Schwarze besuchten selten Schulen mit weißer Identität.
Als Reaktion auf Green ersetzten viele südliche Bezirke die Wahlfreiheit durch geographisch basierte Schulpläne; da Wohnsegregation weit verbreitet war, wurde wenig Integration erreicht. 1971 genehmigte das Gericht Desegregation busing in der Entscheidung Swann v. Charlotte-Mecklenburg Board of Education als Abhilfe gegen die Segregation; drei Jahre später jedoch, im Fall von Milliken v. Bradley (1974), hob es eine untergeordnete Gerichtsentscheidung auf, die die Beförderung von Schülern zwischen Schulbezirken, statt nur innerhalb eines Bezirks, verlangt hatte. Grundsätzlich beendete Milliken die Rechtsprechung des Obersten Gerichtshofs zur Aufhebung der Segregation an Schulen; bis in die 1990er Jahre blieben jedoch viele Bundesgerichte in Fällen zur Aufhebung der Segregation an Schulen involviert; viele hatten bereits in den 1950er und 1960er Jahren begonnen.
Die Einschränkung von busing in Milliken v. Bradley ist einer von mehreren angeführten Gründen, um die unzureichende Chancengleichheit in der Bildung in den Vereinigten Staaten zu erklären. Nach Ansicht verschiedener linksliberaler Autoren bedeutete die Wahl von Richard Nixon im Jahr 1968, dass die Exekutive nicht mehr hinter den verfassungsmäßigen Verpflichtungen des Gerichtshofs stand. Außerdem entschied der Gerichtshof selbst in der Entscheidung San Antonio Independent School District v. Rodriguez (1973), dass die Equal Protection Clause einem Staat erlaubt – ihn aber nicht verpflichtet –, allen Studenten innerhalb des Staates die gleiche Ausbildungsfinanzierung zu gewähren. Die Entscheidung des Gerichtshofs in Pierce v. Society of Sisters (1925) erlaubte es Familien, sich aus öffentlichen Schulen abzumelden, trotz wie Martha Minow formulierte "inequality in economic resources that made the option of private schools available to some and not to others", .
Die amerikanischen öffentlichen Schulsysteme, insbesondere in den großen Ballungsgebieten, sind noch immer weitgehend de facto getrennt. Sei es aufgrund von Brown, sei es aufgrund von Handeln des Kongresses, sei es aufgrund gesellschaftlicher Veränderungen: Der Prozentsatz schwarzer Schüler, die mehrheitlich schwarze Schulbezirke besuchen, ist bis Anfang der 1980er Jahre etwas zurückgegangen. Danach begann dieser Prozentsatz wieder zu steigen. Bis Ende der 1990er Jahre war der Anteil der schwarzen Schüler in den meist von Minderheiten besuchten Schulbezirken in etwa auf den Stand der späten 1960er Jahre zurückgekehrt. In Parents Involved in Community Schools v. Seattle School District No. 1 (2007) stellte das Gericht fest, dass, wenn ein Schulsystem aufgrund anderer sozialer Faktoren als Rassismus seitens der Regierung rassisch benachteiligt wurde, der Staat nicht in gleicher Weise frei sei, Schulen zu integrieren, wie wenn er für das Rassenungleichgewicht selbst verantwortlich wäre. Dies zeigt sich besonders deutlich im Charter-School-System, in dem die Eltern die Schule auswählen können, die ihre Kinder besuchen; und zwar auf Grundlage der von dieser Schule angebotenen Leistungen und der Bedürfnisse des Kindes. Es scheint, dass die Rasse weiterhin ein Faktor bei der Wahl der charter school ist.

## Anwendbarkeit auf die US-Bundesregierung
Ihrem Text nach beschränkt die Klausel nur die Regierungen der Bundesstaaten. Allerdings wird die due process-clause des fünften Verfassungszusatzes seit Bolling v. Sharpe (1954) so interpretiert, dass sie der Bundesregierung einige der gleichen Einschränkungen auferlegt:

“Though the Fifth Amendment does not contain an equal protection clause, as does the Fourteenth Amendment which applies only to the States, the concepts of equal protection and due process are not mutually exclusive.”

In Lawrence v. Texas (2003) fügte der Oberste Gerichtshof hinzu:

“Equality of treatment and the due process right to demand respect for conduct protected by the substantive guarantee of liberty are linked in important respects, and a decision on the latter point advances both interests”

Einige akademische Stimmen haben vorgebracht, dass die Entscheidung des Gerichts in Bezug auf Bolling aus anderen Gründen hätte getroffen werden müssen. Beispielsweise vertritt Michael W. McConnell, dass der Kongress nie "verlangt hat, dass die Schulen des District of Columbia nach Rassen getrennt werden". Nach dieser Ansicht war die Rassentrennung der Schulen in Washington D.C. unbefugt und damit verfassungswidrig.

## Abgestufte Prüfung und Gruppen
Trotz der zweifellosen Bedeutung von Brown ist ein Großteil der modernen Rechtsprechung zur equal protection anhand anderer Fälle entstanden, obwohl kein Konsens darüber besteht, welche anderen Fälle dies sind. Viele akademische Stimmen vertreten, dass die Meinung Richters Harlan Stones in United States v. Carolene Products Co. (1938) eine Fußnote enthielt, die einen zentralen Wendepunkt für die Rechtsprechung zur equal protection darstellte, diese Behauptung ist jedoch umstritten.
Was auch immer seine genauen Ursprünge sein mögen: die Grundidee des modernen Auslegungsansatzes ist, dass mehr gerichtliche Kontrolle behaupteter Diskriminierung dann ausgelöst wird, wenn diese Grundrechte betrifft (z. B. das Recht auf Fortpflanzung). In ähnlicher Weise wird auch eine stärkere gerichtliche Kontrolle ausgelöst, wenn jemand gerade deshalb Opfer einer behaupteten Diskriminierung wurde, weil er zu einer suspect classification gehört (z. B. zu einer einzelnen Rasse). Diese moderne Doktrin wurde in Skinner v. Oklahoma (1942)entwickelt. Sie besagt, bestimmten Straftätern das Grundrecht auf Fortpflanzung zu entziehen:

“When the law lays an unequal hand on those who have committed intrinsically the same quality of offense and sterilizes one and not the other, it has made as invidious a discrimination as if it had selected a particular race or nationality for oppressive treatment.”

Bis 1976 befasste sich der Oberste Gerichtshof gewöhnlich derart mit Diskriminierung, dass er einen von zwei möglichen Kontrollmaßstäben anwandte: zum einen sog. strict scrutiny (wenn es sich um eine verdächtige Klasse oder ein Grundrecht handelte), oder zum anderen den deutlich schwächeren rational basis review. Strict scrutiny bedeutet, dass ein angefochtenes Gesetz narrowly tailored sein muss, um einem compelling interest zu dienen, und keine less restrictive Alternative haben darf. Im Gegensatz dazu verlangt die rational basis scrutiny lediglich, dass ein angefochtenes Gesetz reasonable mit einem legitimen Staatsinteresse in Verbindung stehen muss.
Im Falle von Craig v. Boren fügte der Gerichtshof jedoch 1976 eine weitere Stufe der Kontrolle, genannt intermediate scrutiny, zur Diskriminierung aufgrund des Geschlechts hinzu. Möglicherweise hat das Gericht mittlerweile auch andere Stufen hinzugefügt, wie z. B. die sog. enhanced rational basis scrutiny.
All dies wird als tiered (gestufte) Überprüfung bezeichnet. Diese hat viele Kritiker, darunter Richter Thurgood Marshall, die für ein "Spektrum von Prüfungsmaßstäben bei der Überprüfung von Diskriminierung" plädierten, statt für diskrete Stufen. Richter John Paul Stevens argumentierte für nur eine Stufe der Kontrolle, da es "nur eine equal protection clause" gebe. Die vom Gerichtshof entwickelte mehrstufige Strategie soll den Grundsatz der equal protection mit der Tatsache in Einklang bringen, dass die meisten Gesetze notwendigerweise in irgendeiner Weise diskriminieren.
Die Wahl des Prüfungsmaßstabes kann den Ausgang eines Falles entscheiden. Der strict scrutiny standard wird oft wie folgt beschrieben strict in theory and fatal in fact. Um den richtigen Prüfungsmaßstab zu wählen, forderte Richter Antonin Scalia den Gerichtshof auf, Rechte als fundamental oder Klassen als suspect objektiv zu identifizieren, anstatt sich auf subjektivere Faktoren zu stützen.

### Diskriminierende Absichten und ungleiche Auswirkungen
Da Ungleichheiten entweder absichtlich oder unabsichtlich verursacht werden können, entschied der Oberste Gerichtshof, dass die Equal Protection Clause selbst der Regierung keine Politik verbietet, die unbeabsichtigt zu Rassenunterschieden führt. Ungeachtet dessen, dass der Kongress nach anderen Klauseln der Verfassung eine gewisse Befugnis haben kann, unbeabsichtigte, ungleiche Auswirkungen zu bekämpfen. Dieses Problem wurde in dem bahnbrechenden Fall Arlington Heights v. Metropolitan Housing Corp. (1977) besprochen.
In diesem Fall verklagte der Kläger, ein Wohnungsbauunternehmen, eine Stadt in den Vororten von Chicago, die sich geweigert hatte, ein Grundstück zu bebauen, auf dem der Kläger einkommensschwache, rassisch integrierte Wohnungen zu bauen beabsichtigte. Es gab keine eindeutigen Beweise für eine rassendiskriminierende Absicht seitens der Planungskommission von Arlington Heights, Illinois. Das Ergebnis war jedoch rassisch bedingt, da die Ablehnung mutmaßlich vor allem Afroamerikaner und Hispanics am Einzug hinderte. Richter Lewis Powell, der für das Gericht schrieb, erklärte, Proof of racially discriminatory intent or purpose is required to show a violation of the Equal Protection Clause. Ungleiche Auswirkungen haben lediglich einen Beweiswert; bei Fehlenes eines "starres" Musters ist "impact [...] not determinative."
Das Ergebnis in "Arlington Heights" war ähnlich dem in Washington v. Davis (1976) und wurde mit der Begründung verteidigt, dass die Equal Protection Clause nicht dazu gedacht war, equal outcomes zu garantieren, sondern vielmehr equal opportunity; wenn eine Legislative unbeabsichtigte, aber rassisch ungleiche Auswirkungen korrigieren will, kann sie dies durch weitere Gesetzgebung tun. Es ist möglich, dass ein diskriminierender Staat seine wahre Absicht verbirgt, und eine mögliche Lösung ist, dass unterschiedliche Auswirkungen als stärkerer Beweis für eine diskriminierende Absicht angesehen werden. Die Debatte ist jedoch derzeit rein akademisch, da der Oberste Gerichtshof seinen grundlegenden Ansatz, wie er in Arlington Heights dargelegt wurde, nicht geändert hat.
Ein Beispiel dafür, wie diese Regel die Befugnisse des Gerichtshofs im Rahmen der Equal Protection Clause einschränkt, findet sich in McClesky v. Kemp (1987). In diesem Fall wurde ein schwarzer Mann für die Ermordung eines weißen Polizisten verurteilt und im Staat Georgia zum Tode verurteilt. Eine Studie ergab, dass Mörder von Weißen mit größerer Wahrscheinlichkeit zum Tode verurteilt wurden als Mörder von Schwarzen. Das Gericht stellte fest, dass die Verteidigung nicht nachgewiesen hatte, dass solche Daten die erforderliche diskriminierende Absicht der Legislative und Exekutive von Georgia belegen.

### Wahlrecht

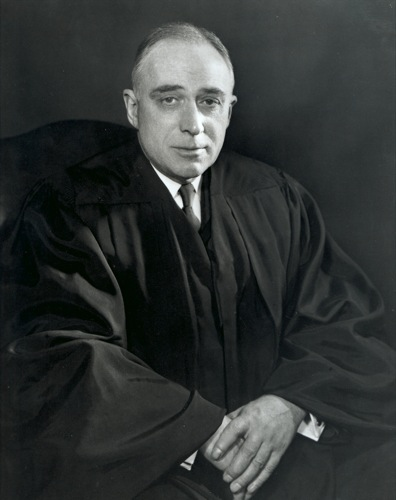
Der Richter John Marshall Harlan II versuchte, die Equal Protection Clause im Zusammenhang mit Abschnitt 2 des 14. Verfassungszusatzes auszulegen.

Der Oberste Gerichtshof entschied in der Sache Nixon v. Herndon (1927), dass der Vierzehnte Verfassungszusatz die Verweigerung der Wahlrechtsausübung aufgrund der Rasse verbietet. Die erste moderne Anwendung der Equal Protection Clause auf das Wahlrecht kam in Baker v. Carr (1962), in der der Gerichtshof entschied, dass die Distrikte, die Vertreter in die bundesstaatliche Legislative von Tennessee entsandten, so fehlverteilt waren (einige Abgeordnete vertraten zehnmal so viele Einwohner wie andere), dass sie gegen die Equal Protection Clause verstießen.
Es mag kontraintuitiv erscheinen, dass die Equal Protection Clause gleiches Wahlrecht vorsehen solle; schließlich schiene dies den Fünfzehnten und den Neunzehnten Zusatz zur Verfassung der Vereinigten Staaten überflüssig zu machen. Auf dieses Argument, wie auch die Geschichte der Gesetzgebung des Vierzehnten Verfassungszusatzes, stütze sich Richter John M. Harlan (der Enkel des früheren Richters Harlan) in seinem dissent von Reynolds. Harlan zitierte die Kongressdebatten von 1866, um zu zeigen, dass die Verfasser nicht beabsichtigten, die Equal Protection Clause auf die Stimmrechte auszudehnen, und in Bezug auf den Fünfzehnten und Neunzehnten Verfassungszusatz sagte er:

If constitutional amendment was the only means by which all men and, later, women, could be guaranteed the right to vote at all, even for federal officers, how can it be that the far less obvious right to a particular kind of apportionment of state legislatures ... can be conferred by judicial construction of the Fourteenth Amendment? [Hervorhebung im Original.]

Harlan stützte sich auch auf die Tatsache, dass Abschnitt 2 des Vierzehnten Verfassungszusatzes "expressly recognizes the States' power to deny 'or in any way' abridge the right of their inhabitants to vote for 'the members of the [state] Legislature.'" Abschnitt 2 des Vierzehnten Verfassungszusatzes bietet eine spezifisch bundesstaatliche Antwort auf solches Vorgehen durch einen Bundesstaat: Reduzierung der Vertretung eines Staates im Kongress. Der Oberste Gerichtshof hat jedoch stattdessen vertreten, dass das Wahlrecht ein "Grundrecht" auf derselben Ebene wie die Ehe ist (Loving v. Virginia); damit irgendeine Diskriminierung bei den Grundrechten verfassungsgemäß ist, verlangt das Gericht, dass die Gesetzgebung strict scrutiny durchläuft. Éntsprechend dieser Theorie wurde die Rechtsprechung zum equal protection auf das Wahlrecht angewandt.
Eine neue Verwendung der equal protection-Doktrin kam in Bush v. Gore (2000) auf. Es ging um die umstrittene Nachzählung in Florida nach der US-Präsidentschaftswahl 2000. Dort entschied der Oberste Gerichtshof, dass die unterschiedlichen Standards der Stimmauszählung in Florida gegen die equal protection clause verstießen. Der Oberste Gerichtshof nutzte vier seiner Entscheidungen aus den 1960er Jahren (eine davon war Reynolds v. Sims), um sein Urteil in der Rechtssache Bush v. Gore zu stützen. Diese Ansicht war in der Entscheidungsbesprechungen wenig kontrovers, und innerhalb des Gerichts gewann der Vorschlag die Unterstützung von sieben von neun Stimmen; die Richter Souter und Breyer schlossen sich der Mehrheit von fünf an – allerdings nur für die Feststellung, dass es eine Verletzung der Equal Protection gab. Wesentlich umstrittener war das vom Gericht gewählte Rechtsmittel, nämlich die Einstellung einer landesweiten Nachzählung.

### Geschlecht, Behinderung und sexuelle Orientierung
Ursprünglich verbot der Vierzehnte Zusatzartikel die Diskriminierung aufgrund des Geschlechts nicht im gleichen Maße wie andere Formen der Diskriminierung. Einerseits verhinderte der zweite Abschnitt des Verfassungszusatzes ausdrücklich, dass die Staaten in das Wahlrecht von "Männern" eingreifen, was den Zusatz bei seiner Verabschiedung im Jahr 1866 zum Anathema für viele Frauen machte. Wie Feministinnen wie Victoria Woodhull auf der anderen Seite hervorhoben, wurde das Wort "Person" in der Equal Protection Clause allerdings offenbar bewusst anstelle einer männlichen Bezeichnung gewählt.
Im Jahr 1971 entschied der Oberste Gerichtshof der USA Reed v. Reed und erweiterte damit die Equal Protection Clause des Vierzehnten Verfassungszusatzes zum Schutz von Frauen vor geschlechtsspezifischer Diskriminierung in Situationen, in denen es keine rational basis für die Diskriminierung gibt. Dieser Prüfungsmaß wurde in Craig v. Boren (1976) auf intermediate scrutiny angehoben.
Der Oberste Gerichtshof hat sich bislang wenig geneigt gezeigt, den vollen suspect classification-Status (wodurch ein Gesetz, das auf dieser Grundlage kategorisiert, einer stärkeren gerichtlichen Kontrolle unterworfen wird) auf andere Gruppen als rassische Minderheiten und religiöse Gruppen auszudehnen. In City of Cleburne v. Cleburne Living Center, Inc. (1985), weigerte sich das Gericht, die entwicklungsbedingte Behinderung zu einer suspected classification zu machen. Richter Thurgood Marshall stellt in seiner partial concurrence jedoch fest, dass das Gericht die Verweigerung einer Genehmigung für ein Gruppenheim für geistig behinderte Menschen durch die Stadt Cleburne mit einem wesentlich höheren Kontrollmaßstab untersucht hat, als dies üblicherweise mit dem rational basis-Test verbunden wäre.
Die Entscheidung des Gerichtshofs in der Rechtssache Romer v. Evans (1996) verwarf eine Verfassungsänderung in Colorado, die darauf abzielte, Homosexuellen "einen Minderheitenstatus, Quotenregelungen, einen geschützten Status oder [einen] Anspruch wegen Diskriminierung" zu verweigern. Das Gericht wies die Argumente der Minderheitenvotums als "unplausibel" zurück. Dieses argumentiere, dass die Änderung Homosexuelle nicht des allgemeinen Schutzes berauben würde, der allen anderen gewährt wird, sondern lediglich eine "Sonderbehandlung von Homosexuellen" verhindern würde. Ähnlich wie in City of Cleburne schien die Romer-Entscheidung ein deutlich höheres Maß an Kontrolle zu erfordern als der nominell angewandte rational basis-Test.
In Lawrence v Texas (2003) hob das Gericht aus Gründen des substantive due process ein texanisches Gesetz auf, das homosexuelle Sodomie verbot. In der concurring opinion von Richterin Sandra Day O’Connor argumentierte diese, dass das texanische Gesetz durch das Verbot von lediglich homosexueller Sodomie und nicht auch heterosexueller Sodomie nicht einer Überprüfung auf rational basis im Rahmen der Equal Protection Clause standhalte; ihr Votum zitierte an prominenter Stelle City of Cleburne und stützte sich zum Teil auch auf Romer. Bemerkenswert ist, dass O’Connors Auffassung nicht den Anspruch erhob, ein höheres Maß an Überprüfung als nur rational basis anzuwenden, und das Gericht hat den suspect-class status nicht auf sexuelle Orientierung ausgedehnt.
Nachdem die Gerichte bei Klassifizierungen aufgrund der sexuellen Ausrichtung eine Prüfung auf rational basis vorgenommen hatten, wurde argumentiert, dass Diskriminierung aufgrund des Geschlechts so ausgelegt werden sollte, dass dies auch Diskriminierung aufgrund der sexuellen Orientierung einschließt. In diesem Fall solle intermediate scrutiny für die Rechte von Homosexuellen gelten. Einige Autoren sind hingegen anderer Meinung und bringen vor, dass sich "Homophobie" im soziologischen Sinne vom Sexismus unterscheide und dass es daher eine inakzeptable juristische Verkürzung wäre, sie als solche zu behandeln.
Im Jahr 2013 hob das Gericht einen Teil des Bundesgesetzes zur Verteidigung der Ehe (Defense of Marriage Act) in United States v. Windsor auf. Da kein bundesstaatliches Gesetz in Frage stand, kam die Equal Protection Clause nicht zur Anwendung. Das Gericht wandte jedoch vergleichbare Grundsätze an, allerdings in Kombination mit Grundsätzen des Föderalismus. Erwin Chemerinsky zufolge gab das Gericht nicht vor, ein strengers Prüfungsniveau als rational basis review anzuwenden. Die vier abweichenden Richter argumentierten, dass die Verfasser des Gesetzes rational seien.
Im Jahr 2015 entschied der Oberste Gerichtshof in einer 5-4-Entscheidung, dass das Grundrecht zu heiraten gleichgeschlechtlichen Paaren sowohl durch die Due Process Clause als auch durch die Equal Protection Clause des Vierzehnten Verfassungszusatzes der Vereinigten Staaten garantiert werde, und verpflichtete alle Bundesstaaten, gleichgeschlechtlichen Paare die Erlaubnis zur Ehe zu erteilen und gleichgeschlechtliche Ehen anzuerkennen, die in anderen Gerichtsbarkeiten wirksam geschlossen wurden.

### Affirmative action(positive Diskriminierung)
Affirmative Action ist die Berücksichtigung von Rasse, Geschlecht oder anderen Faktoren, um eine unterrepräsentierte Gruppe zu begünstigen oder um vergangenes Unrecht, das dieser Gruppe zugefügt wurde, zu beheben. Personen, die der Gruppe angehören, werden gegenüber Personen, die nicht der Gruppe angehören, z. B. bei der Zulassung zur Ausbildung, Einstellung, Beförderung, Auftragsvergabe und ähnlichem, bevorzugt. Ein solches Vorgehen kann als Tie-Breaker eingesetzt werden, wenn alle anderen Faktoren nicht ergiebig sind, oder es kann durch racial quota erreicht werden, die jeder Gruppe eine bestimmte Anzahl von Vorteilen zuweisen.
Während der reconstruction era der Vereinigten Staaten verabschiedete der Kongress race-conscious Programme in erster Linie, um neu freigelassenen Sklaven zu helfen, denen früher in ihrem Leben persönlich viele Vorteile vorenthalten worden waren. Derartige Gesetze wurden zum von denjenigen erlassen, die auch die Equal Protection Clause formuliert hatten, wenn auch diese Klausel nicht für Bundesgesetze galt, sondern nur für die Gesetzgebung der Bundesstaaten. Ebenso gilt die Equal Protection Clause nicht für Privatuniversitäten und andere private Unternehmen, denen es frei steht, positive Maßnahmen zu ergreifen, es sei denn, dies ist durch Bundesgesetze oder einzelstaatliche Gesetze verboten.
Mehrere wichtige Affirmative-Action-Fälle, die vor den Obersten Gerichtshof gelangen sollten, betrafen Auftragnehmer der Regierung so zum Beispiel Adarand Constructors v. Peña (1995) und City of Richmond v. J.A. Croson Co. (1989). Aber die berühmtesten Fälle stammen hingegen aus affirmative action seitens öffentlichen Universitäten: Regents of the University of California v. Bakke (1978), und zwei vom Obersten Gerichtshof 2003 entschiedene Begleitfälle, Grutter v. Bollinger und Gratz v. Bollinger.
In der Rechtssache Bakke befand das Gericht, dass racial quota verfassungswidrig sind, Bildungseinrichtungen jedoch rechtlich Rasse als einen von vielen Faktoren verwenden können, die sie in ihrem Zulassungsverfahren für Universitäten und Hochschulen berücksichtigen müssen. In den Urteilen Grutter und Gratz bestätigte das Gericht sowohl Bakke als Präzedenzfall als auch die Zulassungspolitik der University of Michigan Law School. In einem obiter dictum sagte Richterin O’Connor, die für das Gericht schrieb, jedoch, sie erwarte, dass in 25 Jahren Präferenzen aufgrund der Rasse nicht mehr notwendig sein würden. In Gratz erklärte das Gericht Michigans Zulassungspolitik für undergraduates für verfassungswidrig. Es begründete dies damit, dass im Gegensatz zur Zulassungspolitik der Law School, die die Rasse als einen von vielen Faktoren in einem Zulassungsverfahren behandelte, das auf den einzelnen Bewerber abstellte, das Verfahren für undergraduates ein Punktesystem verwendete, das übermäßig mechanistisch war.
In diesen Affirmative-Action-Fällen wandte der Oberste Gerichtshof strict scrutiny an oder behauptete jedenfalls, er habe strict scrutiny angewandt, da die Kläger affirmative-action wegen Kategorisierung nach Rasse anfochten. Die Zulassungspolitik in Grutter und die Zulassungspolitik für das Harvard College, die von Richter Powells Stellungnahme in Bakke gelobt wurde, erfüllten diese Anforderungen erfüllt, weil das Gericht urteilte, dass sie narrowly tailored waren, ein compelling interest an diversity zu erreichen. Auf der einen Seite haben Kritiker argumentiert – einschließlich Richter Clarence Thomas in seinem Dissens zu Grutter – dass die Prüfung, die das Gericht in einigen Fällen anwandte, viel weniger streng ist als eine echte strict scrutiny, und dass das Gericht nicht prinzipientreu das Recht angewandt habe, sondern voreingenommene politisch. Auf der anderen Seite wird argumentiert, dass der Zweck der Equal Protection Clause darin bestehe, die gesellschaftspolitische Unterordnung einiger Gruppen unter andere zu verhindern, und nicht darin, eine Klassifizierung zu verhindern; da dies so ist, sollten nichtinvasive Klassifizierungen, wie sie von Programmen für positive Maßnahmen verwendet werden, keinem höheren Maßstab unterliegen.